# Bræfjorden
De Bræfjorden is een fjord in het Nationaal park Noordoost-Groenland in het oosten van Groenland.
De naam van de fjord verwijst naar twee gletsjers op de zuidoever.

## Geografie
De fjord is een zijtak in het westen van de baai Dove Bugt, waarmee hij in het oosten in verbinding staat. De fjord is west-oost georiënteerd en de hoofdtak heeft een lengte van meer dan 25 kilometer. In het westelijk deel heeft hij ook een kleine tak richting het noordwesten van meer dan 5 kilometer. In het westen en de noordwestelijke tak monden kleine zijtakken van de L. Bistrupgletsjer uit. 
Ten noorden van de fjord ligt het eiland Lindhard Ø en in het zuiden het Rechnitzerland.